# Pere Comte
Pere Comte o Pere Compte (Girona, segle xv - València, 1506) va ser un arquitecte català, mestre d'obres d'alguns dels millors edificis gòtics de la ciutat de València, on estigué actiu de 1454 a 1506. El 2006 es va celebrar el 500 aniversari de la seua mort, amb una exposició en l'edifici que més fama li atorgà: la Llotja de la Seda.

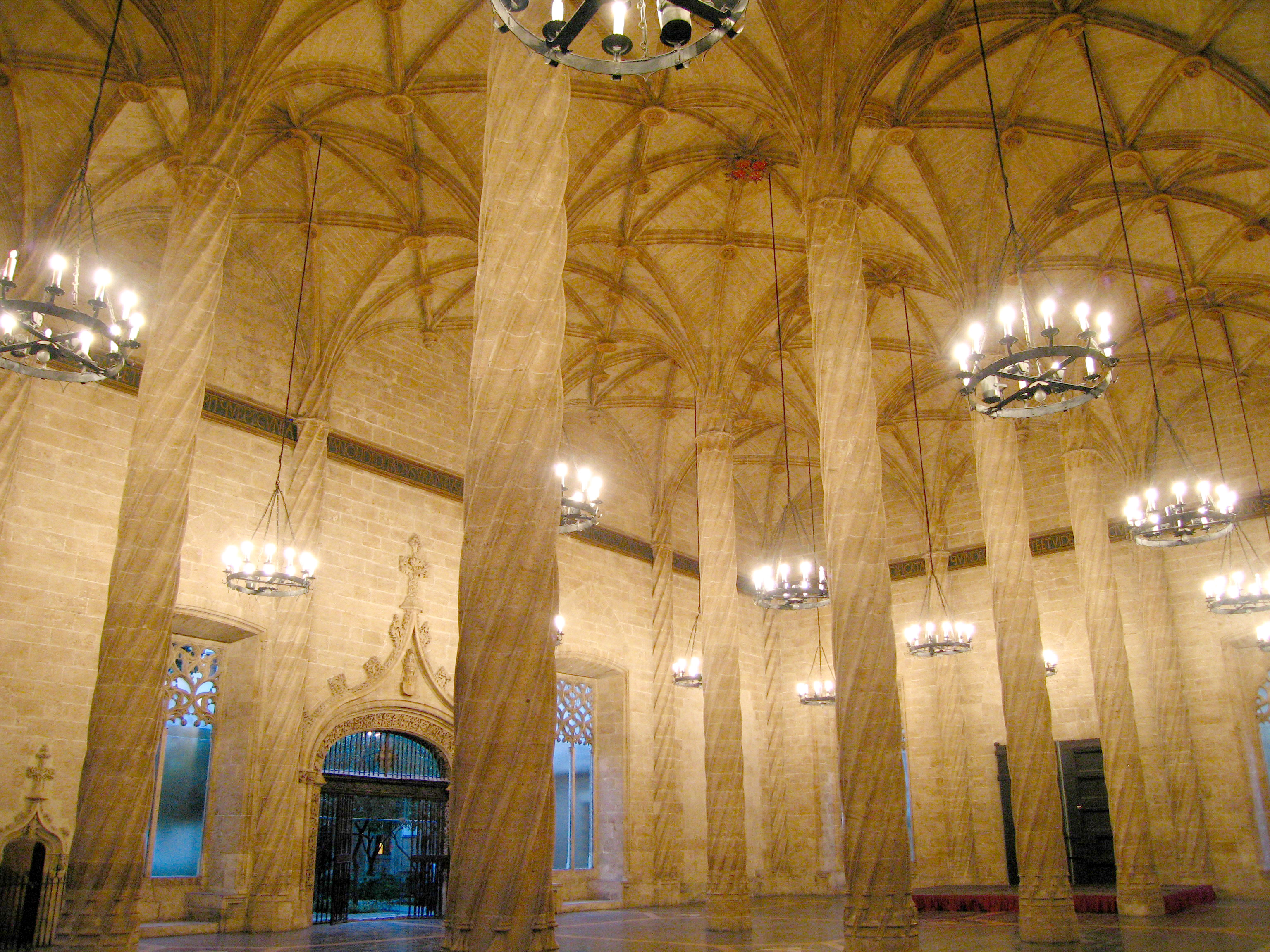
Saló Columnari de la Llotja de la Seda

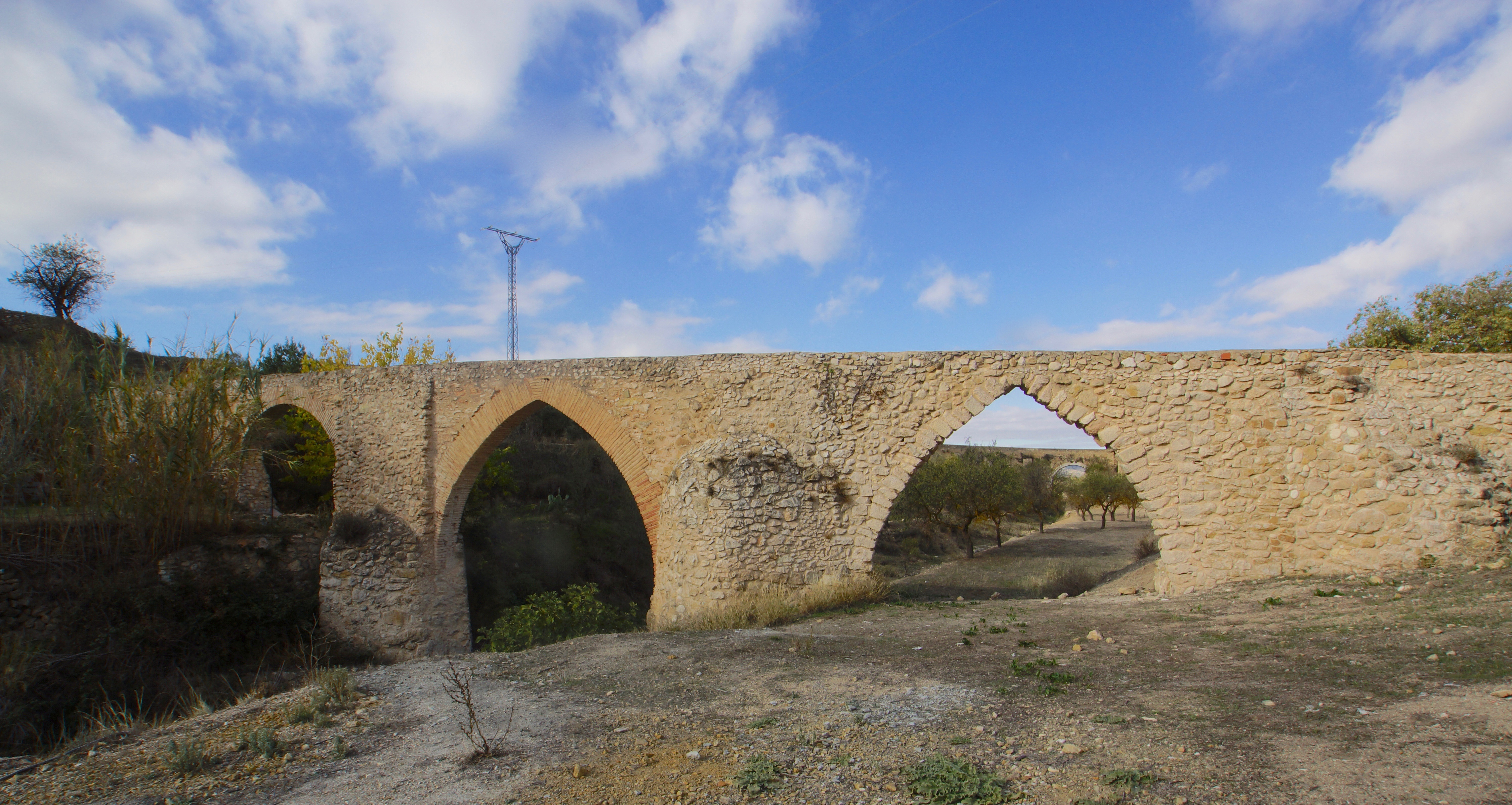
Aqüeducte de la Rambla dels Molins (Biar)

Durant la segona meitat el segle xv fou una figura clau de l'arquitectura gòtica a la Corona d'Aragó, i molt especialment a la ciutat i Regne de València, que llavors vivia el seu segle d'or. Fou mestre d'obres de la ciutat de València, on fundà el gremi de pedrapiquers (1472) junt amb Francesc Baldomar i Garcia de Toledo.
En aquesta ciutat intervingué com a pedrapiquer en la Capella Reial del Convent de Sant Doménec (1454-1457), junt amb Francesc Baldomar, que era el mestre de l'obra. El 1468 treballava en l'acabament i manteniment del Portal de Quart. La primera obra on consta com a mestre piquer, sense la intervenció de Baldomar, fou en el Portal Nou de la muralla del segle xiv (enderrocat el segle xix). El 1476 fou contractat per fer una capella a l'església de Sant Nicolau de València i uns arcs en un palau d'Alcàsser. El 1479 està documentat com a mestre d'obres de la Seu, on reprén les obres de l'arcada nova, que pretén prolongar la nau central fins a l'aula capitular i el Micalet. Algunes de les obres que hi realitzà foren la capella dels Perusa (1496), la nova sagristia (1498), una escala de caragol, una porta en angle i una arcada per a la sagristia (1504) i nombroses finestres en biaix, amb efecte trompe l'oeil.
Sense deixar de treballar a la Seu fou contractat el 1482 per continuar l'obra més emblemàtica d'aquell temps d'or per a València: la Llotja de la Seda (1483-1498), que actualment és l'únic edifici Patrimoni de la Humanitat del País Valencià. En principi figuraven com a mestre d'obres ell i el guipuscoà Joan Ivarra per construir el projecte original de Francesc Baldomar, però quedà com a únic mestre el 1486 en faltar el segon.
D'altres obres al cap i casal foren el primer edifici de l'Estudi General (1494-1498) (que ja no existeix) i el paviment de les drassanes del Grau. Va fer estudis per ampliar el cabal del Túria amb aigua del Cabriol i per regular les aigües del Xúquer. També començà la construcció del Consolat de Mar, contigu a la Llotja, i el pati del Palau de la Generalitat. Es creu que també participà en la construcció del Palau de Mossén Sorell de la ciutat
Treballà també a les seus d'Oriola, Tortosa i Saragossa, als palau del bisbe tortosí i per als Borja al monestir de Sant Jeroni de Cotalba i a la Col·legiata de Santa Maria de Gandia, durant el govern de la duquessa María Enríquez i a la primera i desapareguda església de Sant Jaume de Vila-real.
Portà fins a les últimes conseqüències l'estudi sobre el tall de la pedra i sobre l'alçat d'arcs i voltes amb aquest material, amb la qual cosa esdevingué un referent per a l'arquitectura gòtica de la Mediterrània.

## Variant ortogràfica del nom
Pere Compte és la grafia medieval i molt generalitzada del nom de l'arquitecte. Tan estesa és la grafia Compte que fins i tot la fundació i el carrer que porten el seu nom a la Ciutat de València es diuen «Pere Compte». No obstant això, la grafia correcta del nom és «Comte» (títol nobiliari) i no pas «Compte» (acte de comptar, càlcul d'una quantitat).